# Brownhills
Brownhills är en stad i distriktet Walsall i grevskapet West Midlands i England.
Staden är belägen i ett gammalt kol- och järngruvedistrikt.